# Kari (luna)
Kari je retrogradni naravni satelit Saturna iz Nordijske skupine.

## Odkritje in imenovanje
Luno kari so odkrili  Scott S. Sheppard, David C. Jewitt, Jan Kleyna, in Brian G. Marsden 26. junija leta 2006 na posnetkih, ki so jih naredili med januarjem in aprilom 2006.  Njeno začasno ime je bilo S/2006 S 2. Uradno ime je dobila leta 2007 po Kariju (sin Fernjota) iz nordijske mitologije